# Provincia Nassau
Provincia Nassau a fost o provincie prusacă care era integrată în confederația Imperiului German, ea a existat între anii 1944 - 1945. A nu se confunda cu provincia prusacă Hessen-Nassau care a existat între anii 1868–1944. Provincia Nassau avea în anul 1944 suprafața de 7.366,34 km² și ca. 1.670.00 loc. ea a luat naștere în parte din provincia Hessen-Nassau și a avut ca președinte pe Jakob Sprenger (NSDAP).

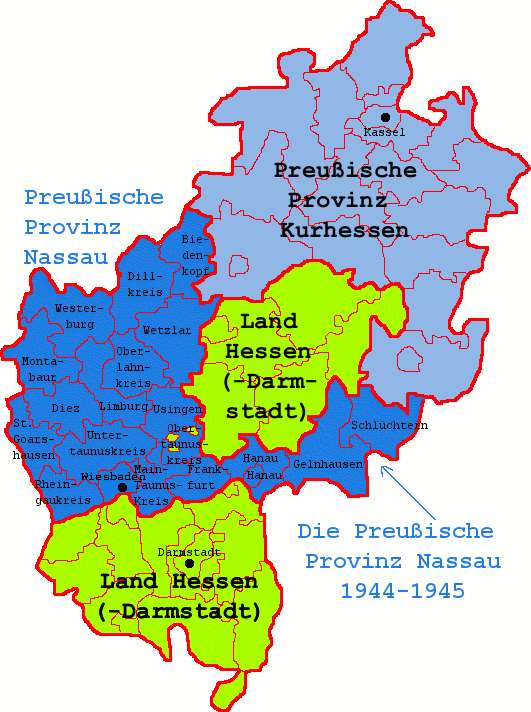
Provincia Nassau

Provincia Nassau a cuprins districtele urbane:
1. Frankfurt am Main
2. Hanau
3. Wiesbaden

și districtele rurale:
1. Landkreis Biedenkopf
2. Dillkreis (Dillenburg)
3. Landkreis Gelnhausen
4. Landkreis Hanau
5. Landkreis Limburg
6. Main-Taunus-Kreis (Frankfurt-Höchst)
7. Oberlahnkreis (Weilburg)
8. Obertaunuskreis (Bad Homburg)
9. Oberwesterwaldkreis (Westerburg)
10. Rheingaukreis (Rüdesheim)
11. Landkreis Schlüchtern
12. Landkreis Sankt Goarshausen
13. Unterlahnkreis (Diez)
14. Untertaunuskreis (Bad Schwalbach)
15. Unterwesterwaldkreis (Montabaur)
16. Landkreis Usingen
17. Landkreis Wetzlar